# 安達元一
安達元一（あだち もといち、1965年8月23日 - ）は、バラエティ番組を中心に活躍する放送作家。群馬県北群馬郡子持村（現・渋川市）出身。群馬県立渋川高等学校を経て、1989年早稲田大学社会科学部卒業。東洋大学大学院工学研究科博士課程満期。株式会社モトイチエンタテインメント代表取締役。非営利一般社団法人アイデアプロデューサー協会代表理事。株式会社ウイッシュカンパニー顧問。
近年では教育ビジネスの分野でも活躍。一般社団法人ビジネスプロモーション協会理事。コンテンツブレイクスルーカレッジ主宰。アイデア工学Works主宰。日本セミナーズギルド特別顧問。株式会社麻布書院筆頭株主、日本中小企業経営審議会メディア戦略アドバイザー、などその活動は多岐に渡る。
アートの分野にも活動の域を広げ国内外のアート展にも出展＆主催している。アートインキュベーション協会主宰。

## 略歴
1988年から放送作家として活動を開始、数々の人気番組に携わる。タモリ、ビートたけし、明石家さんま、とんねるず、SMAP、ダウンタウン、ウッチャンナンチャン、ナインティナイン、所ジョージ、みのもんたら有名タレントの番組を同時に担当し、1週間で担当する番組の全視聴率を合計すると200%を越えることから「視聴率200%男」と自ら名乗る。このように、名誉欲と受け取られる行動に出ることもしばしあるため、業界内においてさまざまな評判が多い人物として知られる。
一方で、ブロードバンド放送局「あっ!とおどろく放送局」で公開放送作家講座「安達塾」を開き、後進の育成にもあたっている。
- 第57回国際エミー賞入賞『たけしのコマネチ大学数学科』
- 第42回ギャラクシー賞テレビ部門大賞受賞『1億人の大質問!?笑ってコラえて!』「文化祭 吹奏楽の旅 完結編 一音入魂スペシャル」（日本テレビ）
- 2007年国際平和映画祭JAPAN in こしの都、グランプリに当たる「こしの都賞」受賞『一宿一通』。
- 処女小説『LOVE GAME』（幻冬舎）を上梓、読売テレビにて連続ドラマ化。

その後、長年の放送作家活動で身につけたアイデア力を学術的に体系立てようと、東洋大学大学院工学研究科博士課程に在籍。
主催ニューヨーク展覧会
2025/5　「Stepping into World５」「ＮＹコンテンポラリー書道展２」「Japan Contemporaries４」「100 ARTISTS OF THE WORLD５」「well-bing art展ＮＹ２」
2024/11　「Stepping into World４」「ＮＹコンテンポラリー書道展」「Japan Contemporaries３」「100 ARTISTS OF THE WORLD４」「well-bing art展ＮＹ」
2024/７　「Stepping into World３」「Japan Contemporaries２」「100 ARTISTS OF THE WORLD３」
2024/2　「Stepping into World２」「100 ARTISTS OF THE WORLD Stepping into Times Square」
2023/8　Bitter Sweet」「Stepping into World」「Japan Contemporaries」
2023/1　「Ultimate Beauty」
アート活動
2015年、川越市立美術館「スキャモルフォーゼ展」。2019年、「インデペンデント東京」、六本木ガレリア「緊縛展」、台北「コンテンポラリーフォトサロン」、福岡「アートフェアアジアフクオカ」。

## 代表作

### 担当していた番組
- ダウンタウンのガキの使いやあらへんで!!（この番組の命名までした古参作家だったが、自身のブログが原因で2006年にプロデューサーと協議の末辞任。）
- SMAP×SMAP
- 踊る!さんま御殿!!
- 奇跡体験!アンビリバボー
- とんねるずのみなさんのおかげでした
- ぐるぐるナインティナイン
- 1億人の大質問!?笑ってコラえて!
- ドラえもん (2005年のテレビアニメ)
- 森田一義アワー 笑っていいとも! - 木曜日出演
- 24時間テレビ 「愛は地球を救う」
- 27時間テレビ（2003年）
- 伊東家の食卓
- ダウンタウンの裏番組をブッ飛ばせ!!
- わてら陽気なオバタリアン
- いたずらウオッチング
- 発明将軍ダウンタウン
- ジャングルTV 〜タモリの法則〜
- ろみひー
- デジドルファクトリー
- ナイナイサイズ!
- ルートf
- クイズタイムショック21
- 力あわせてゴーゴゴー!!
- 少年チャンプル
- Cの嵐!
- Dの嵐!
- ポカポカ地球家族
- 井の中のカワズ君
  - くるくるドカン〜新しい波を探して〜
  - カワズ君の検索生活
- 中居正広のボク生き
- SMAPのがんばりましょう
- 夢がMORI MORI
- VVV6
- 探険! ホムンクルス 〜脳と体のミステリー〜
- みのもんた女の事件簿
- 初詣!爆笑ヒットパレード
- OH!エルくらぶ
- ダウトをさがせ!
- 殿様のフェロモン
- ビートたけしのつくり方
  - 北野富士
  - 足立区のたけし、世界の北野
  - たけしの斎藤寝具店
  - 北野タレント名鑑
  - たけしのコマ大数学科
- たけしの誰でもピカソ
- ダウンタウンスペシャル 男ットコ前やな〜!
- ダウンタウンのハッピーニューイヤ〜ンバカ〜ン!!
- 明石家出版
- 明石家さんまの世にも不思議な名前物語
- 美人女子アナ大集合
- 天下ごめんネ!!
- 突撃!お笑い風林火山
- 国民クイズ常識の時間
- クイズ!国民のチャンスライン
- 快傑!コウジ園
- めざましテレビ
- DADA
- 女優魂
- 驚き!謎マネー100連発・世間を騒がすアノ値段一挙公開スペシャル（「週刊オリラジ経済白書」へ企画自体が移行）
- Gの嵐!
- ポカポカ地球家族
- ビートたけしのやってはいけない!
- 復活の日
- 嵐の宿題くん
- ソッキーズ フロンティアクエスト
- 社長密着24時
- クイズ黄金のアイデア

## 著書
- アイデアを脳に思いつかせる技術（講談社） 藤本貴之との共著
- LOVE GAME（幻冬舎） 読売テレビにて連続ドラマ化
- 痛妻（幻冬舎）
- ワタシ怖いくらいに前向きです（ポプラ社）
- 新「伸びる人」の条件〜天才じゃなくても結果が出る「5つの力」の鍛え方〜（フォレスト新書）
- ソッキーズ―女神の天秤の謎（幻冬舎）
- 優しい会社 神田昌典と共著（アスコム）
- 脳のリミッターを外せ!（苫米地英人と共著 アスコム）
- 「できる人間」を目指すなら、迷うのはやめよう 22歳からの人生の法則（本田直之と共著 アスコム）
- 伝説のキャバ嬢コンサルタント舞ちゃんの 世界一たのしい社長の教科書（岡本吏郎と共著 アスコム）
- 1億稼ぐ!放送作家になる（ゴマブックス）
- 視聴率200%男（光文社刊、ISBN 4334031129）
- 12witchys（勁文社刊）
- 池田裕幾と共著
  - 釣女大全―いい女の釣り方・さばき方 ワニの本
  - 愛なんだぜ。―永瀬正敏in THE COCHTAIL BAR劇場
- ワンナイト・ラヴ（角川春樹事務所）
  - 織田哲郎、芳賀正光、孫泰蔵他の短編小説集
- クイズ黄金のアイデア（フジテレビ出版）
  - 芳賀正光と共著
- THE ポッシボー 〜ロビンと魔法のエプロン〜（フレックスコミックス）
  - 原案：つんく♂、原作：安達元一、作画：野中友
- 女子高生鍵師 サキ（フレックスコミックス）
  - 著者：ハヅキリョウ、原作：安達元一
- ハイエナたちの25時（中央公論新社）
- 夢を叶える7年手帳（Discover 21）

## アニメ原作
- ソッキーズ フロンティアクエスト（NHK教育）
- ぬっこ（CTV）
- ブラッディーバニー（tvk）
- ライチ光クラブ（MXTV）
- がんばれ!おでんくん（MXTV）
- 猫のダヤン（MXTV）

## 講演
- 圧倒的な結果を生む「アイデア力」を身につける
- 「セレンディピティ法」完全習得!
- 「人の心をつかんでヒットとブームを生む極意」
- 「8×8シート」完全習得!
- 「サポーターと出資者と顧客が勝手に集まる」
- 「企画書の書き方（HPの作り方）」完全習得!
- 「見る者を引き込むプレゼンテーションスキル」完全習得!
- 時代をリードする「動画マーケティング」完全習得!
- 絶対に折れない心、諦めない気持ち、踏み出す勇気、高いモチベーションをインストール!